# Money in the Bank (2017)
Cet article concerne l'édition 2017 du pay-per-view Money in the Bank. Pour toutes les autres éditions, voir WWE Money in the Bank.
L'édition 2017 de Money in the Bank est un Premium Live Event de catch (lutte professionnelle) produit par la World Wrestling Entertainment, une fédération de catch américaine qui est télédiffusée et visible en paiement à la séance sur le WWE Network, ainsi que sur la chaîne de télévision française AB1. L'événement a eu lieu le 18 juin 2017 au Enterprise Center à Saint-Louis (Missouri). Il s'agit de la 8e édition de Money in the Bank qui a été exclusivement réservée à la division SmackDown.

## Contexte
Les spectacles de la World Wrestling Entertainment (WWE) sont constitués de matchs aux résultats prédéterminés par les scénaristes de la WWE. Ces rencontres sont justifiées par des storylines – une rivalité entre catcheurs, la plupart du temps – ou par des qualifications survenues dans les shows de la WWE telles que Raw, SmackDown, NXT et 205 Live. Tous les catcheurs possèdent un gimmick, c'est-à-dire qu'ils incarnent un personnage gentil (Face) ou méchant (Heel), qui évolue au fil des rencontres. Un événement comme Money in the Bank est donc un événement tournant pour les différentes storylines en cours,.

## Tableau des matchs
| Ordre par numéros | Résultat | Stipulation(s) | Temps |
| --- | --- | --- | ----- |
| 1P | The Hype Bros (Mojo Rawley et Zack Ryder) battent The Colóns (Primo et Epico)                                   | Tag Team match | 8:30  |
| 2 | Carmella (avec James Ellsworth) bat Becky Lynch, Charlotte Flair, Natalya et Tamina,                            | Women's Money in the Bank Ladder match La gagnante pourra utiliser sa mallette afin d'obtenir un match pour le WWE SmackDown Women's Championship à tout moment pendant un an. | 13:20 |
| 3 | The New Day (Big E et Kofi Kingston) (avec Xavier Woods) bat The Usos (Jimmy et Jey) (c) par décompte extérieur | Tag Team match pour les WWE SmackDown Tag Team Championship | 12:00 |
| 4 | Naomi (c) bat Lana par soumission                                                                               | Match simple pour le WWE SmackDown Women's Championship | 7:30  |
| 5 | Jinder Mahal (c) (avec The Singh Brothers) bat Randy Orton                                                      | Match simple pour le WWE Championship | 20:50 |
| 6 | Breezango (Fandango et Tyler Breeze) bat The Ascension (Konnor et Viktor)                                       | Tag Team match | 3:50  |
| 7 | Baron Corbin bat AJ Styles, Dolph Ziggler, Kevin Owens, Sami Zayn et Shinsuke Nakamura                          | Men's Money in the Bank Ladder match Le gagnant pourra utiliser sa mallette afin d'obtenir un match pour le WWE Championship à tout moment pendant un an.                      | 29:45 |
| La lettre C placée entre parenthèses désigne la personne ou l’équipe championne en titre. P – indique que le match a eu lieu lors du pré-show | | |       |